# Microarthridion fallax
Microarthridion fallax is een eenoogkreeftjessoort uit de familie van de Tachidiidae. De wetenschappelijke naam van de soort is voor het eerst geldig gepubliceerd in 1956 door Perkins.